# Programa Monumenta
O Programa Monumenta é um programa federal executado pelo Ministério da Cultura do Brasil e patrocinado pelo BID que consiste na reforma e resgate do patrimônio cultural urbano em todo o Brasil. Criado em 1997, atende 26 cidades. 